# Ergasilus nerkae
Ergasilus nerkae is een eenoogkreeftjessoort uit de familie van de Ergasilidae. De wetenschappelijke naam van de soort is voor het eerst geldig gepubliceerd in 1963 door Roberts.